# Greg Kot
Greg Kot, né le 3 mars 1957 aux États-Unis, est un journaliste et critique musical américain. Il est le critique musical du Chicago Tribune depuis 1990, et coanime depuis 1998 l'émission radiophonique Sound Opinions produite par WBEZ.
Greg Kot est l'auteur de plusieurs ouvrages consacrés à la musique, dont Wilco: Learning How to Die, Ripped: How the Wired Generation Revolutionized Music et I'll Take You There: Mavis Staples, the Staple Singers and the March up Freedom’s Highway. Il a également coécrit, avec son collaborateur à la radio Jim DeRogatis, l'ouvrage Les Beatles vs les Rolling Stones - La plus grande rivalité de l'histoire du rock'n'roll.